# 卡尔科达
卡尔科达（Kharkhoda），是印度哈里亚纳邦Sonipat县的一个城镇。总人口18758（2001年）。

## 人口
该地2001年总人口18758人，其中男性10022人，女性8736人；0—6岁人口2925人，其中男1621人，女1304人；识字率64.13%，其中男性为71.23%，女性为55.99%。